# 1980年モスクワオリンピックのジャマイカ選手団
1980年モスクワオリンピックのジャマイカ選手団（1980ねんモスクワオリンピックのジャマイカせんしゅだん）は、1980年7月19日から8月3日にかけてソビエト連邦の首都モスクワで開催された1980年モスクワオリンピックのジャマイカ選手団、およびその競技結果。

## 概要
今大会は銅メダル3個、合計3個のメダルを獲得した。

## メダル
| メダル | 選手名               | 競技   | 種目                      |
| ------ | -------------------- | ------ | ------------------------- |
| 銅     | ドン・クォーリー     | 陸上   | 男子200m                  |
| 銅     | マリーン・オッティ   | 陸上   | 女子200m                  |
| 銅     | デヴィッド・ウェラー | 自転車 | 男子1000mタイムトライアル |